# Katia Benth
Katia Benth (* 15. November 1975 in Cayenne, Französisch-Guayana) ist eine ehemalige französische Sprinterin.
Ihre bedeutendsten Erfolge erzielte sie als Mitglied der französischen 4-mal-100-Meter-Staffel. Bei den Europameisterschaften 1998 in Budapest gewann sie als Startläuferin gemeinsam mit Frédérique Bangué, Sylviane Félix und Christine Arron in einer Zeit von 42,59 s den Titel. Bei den Weltmeisterschaften 1999 in Sevilla holte sie die Silbermedaille in der Staffel. Dabei lief das französische Quartett in der Aufstellung Patricia Girard, Muriel Hurtis, Katia Benth und Christine Arron mit einer Zeit von 42,06 s einen neuen Landesrekord und musste sich nur der Staffel der Bahamas geschlagen geben.
Als Einzelstarterin gewann Benth bei der Universiade 1997 in Catania im 200-Meter-Lauf die Silber- und im 100-Meter-Lauf die Bronzemedaille sowie bei der Universiade 1999 in Palma eine weitere Silbermedaille über 100 Meter. Außerdem siegte sie bei den Zentralamerika- und Karibikmeisterschaften 1999 in Bridgetown sowohl über 100 als auch über 200 Meter. Zweimal wurde sie französische Meisterin, 1999 im 100-Meter-Lauf und 2003 im 200-Meter-Lauf. Bei ihren drei Weltmeisterschaftsstarts über 100 oder 200 Meter zwischen 1997 und 2001 kam sie nie über die Viertelfinalrunde hinaus.

## Bestleistungen
- 100 m: 11,20 s, 3. Juli 1998, Dijon
- 200 m: 22,87 s, 27. Juni 1999, Bridgetown